# Cuscuta lehmanniana
Cuscuta lehmanniana är en vindeväxtart som beskrevs av A. Bunge. Cuscuta lehmanniana ingår i släktet snärjor, och familjen vindeväxter. Utöver nominatformen finns också underarten C. l. esquamata.